# Nicole Sanderson
Pour les articles homonymes, voir Sanderson.
Nicole Therese Sanderson, née le 1er février 1976 à Perth, est une joueuse de beach-volley australienne.
Elle est médaillée de bronze aux Championnats du monde de beach-volley en 2003 à Rio de Janeiro avec Natalie Cook.